# Малиньи (Кот-д’Ор)
Малиньи́ (фр. Maligny) — коммуна во Франции, находится в регионе Бургундия. Департамент коммуны — Кот-д’Ор. Входит в состав кантона Арне-ле-Дюк. Округ коммуны — Бон.
Код INSEE коммуны 21374.

## Население
Население коммуны на 2010 год составляло 215 человек.
| 1962 | 1968 | 1975 | 1982 | 1990 | 1999 | 2010 |
| ---- | ---- | ---- | ---- | ---- | ---- | ---- |
| 307  | 319  | 282  | 254  | 202  | 216  | 215  |

## Экономика
В 2010 году среди 128 человек трудоспособного возраста (15-64 лет) 95 были экономически активными, 33 — неактивными (показатель активности — 74,2 %, в 1999 году было 68,9 %). Из 95 активных жителей работали 91 человек (56 мужчин и 35 женщин), безработных было 4 (1 мужчина и 3 женщины). Среди 33 неактивных 9 человек были учениками или студентами, 17 — пенсионерами, 7 были неактивными по другим причинам.